# Mustafa Shakir
Mustafa Shakir (nacido el 21 de agosto de 1976) es un actor estadounidense conocido por su interpretación de Bushmaster en Luke Cage, Big Mike en The Deuce y Jet Black en Cowboy Bebop (2021).

## Biografía y carrera
Shakir nació en Carolina del Norte y creció en Harlem.
Asistió a The New School y se graduó en 2001.
Antes de actuar, Shakir era barbero.
Shakir obtuvo uno de los papeles principales en la efímera Quarry e hizo una aparición especial en Timeless. Anteriormente había audicionado para los papeles de Black Lightning en el programa de televisión del mismo nombre y M'Baku en Black Panther, pero no logró adquirir ninguno de los papeles. Fue elegido como John McIver/Bushmaster, en la segunda temporada de Luke Cage. En 2021 protagonizó la adaptación de acción real de Netflix de Cowboy Bebop como Jet Black, que fue cancelada después de una temporada.
Shakir es un vegano estricto.

## Filmografía

### Películas
| Año  | Título                     | Papel              | Notas                           |
| ---- | -------------------------- | ------------------ | ------------------------------- |
| 2000 | Shaft                      | Protestador        | Sin acreditar                   |
| 2001 | Down to Earth              | Portero            | Sin acreditar                   |
| 2001 | 3 Ceilings                 | Doctor             | Cortometraje                    |
| 2003 | Marci X                    | Engine Trouble     |                                 |
| 2005 | The Cavern                 | Gannon             |                                 |
| 2010 | Daybreak                   |                    |                                 |
| 2010 | Sunset                     | Dan                | Cortometraje                    |
| 2011 | Geezas                     | Jones              |                                 |
| 2012 | Record/Play                | Man                | Cortometraje                    |
| 2013 | Untitled Symphony          |                    | Director, guionista y productor |
| 2013 | The Dark Side of the Earth | Gibson             | Cortometraje, también guionista |
| 2013 | Stand By                   | Alpha Zombie       | Cortometraje                    |
| 2014 | Noah's Ark                 | Chicken            | Cortometraje                    |
| 2015 | The Stream                 | Marcus             | Cortometraje                    |
| 2016 | The Grounds                | Dominic            |                                 |
| 2016 | Driving While Black        | Malik              |                                 |
| 2017 | Double Play                | Manchi             |                                 |
| 2017 | Let Them Die Like Lovers   | Marko              | Cortometraje                    |
| 2017 | Fight Your Way Out         | Damani Latimore    |                                 |
| 2017 | Brawl in Cell Block 99     | Andre              |                                 |
| 2018 | The Pretenders             | Mr. Stanish        |                                 |
| 2021 | Hide and Seek              | Frankie Pascarillo |                                 |
| 2022 | Emancipation               | Cailloux           |                                 |
| 2023 | Assassin                   | Sebastian          | [ 7 ] [ 8 ]                     |
| 2023 | Ghosted                    | Monte Jackson      |                                 |

### Televisión
| Año        | Título              | Papel                    | Notas                                       |
| ---------- | ------------------- | ------------------------ | ------------------------------------------- |
| 1996       | New York Undercover | Ronald Taylor            | Episodio: "Sympathy for the Devil"          |
| 1999       | Wasteland           | Bouncer / Ron            | Episodios: "Best Laid Plans", "Double Date" |
| 2001, 2004 | Law & Order         | Mike / Preston Hubbard   | Episodios: "3 Dawg Night", "Gunplay"        |
| 2004       | Dr. Vegas           | Bert                     | Episodio: "Pilot"                           |
| 2005       | House M. D.         | D'Vontray                | Episodio: "Acceptance"                      |
| 2005       | Wanted              | Simeon Rivers            | Episodio: "Judas"                           |
| 2006       | Girlfriends         | Javon Dennis             | 4 episodios                                 |
| 2007       | Cold Case           | Akon Dupree '07          | Episodio: "It Takes a Village"              |
| 2008       | Numb3rs             | Miembro del equipo #1    | Episodio: "Pay to Play"                     |
| 2011       | Harry's Law         | Bull                     | Episodio: "A Day in the Life"               |
| 2012       | The Frontier        | Armand Rossignol         | Piloto                                      |
| 2013       | Shameless           | D'Andre                  | Episodio: "Cascading Failures"              |
| 2014       | NCIS: Los Ángeles   | Guard 1                  | Episodio: "Tuhon"                           |
| 2015       | Mega Med            | Ambusher                 | Episodio: "Less Than Hero"                  |
| 2016       | Underground         | Edwin                    | Episodio: "The Macon 7"                     |
| 2016       | The Night Of        | Victor                   | 4 episodios                                 |
| 2016       | Quarry              | Moses                    | Protagonista                                |
| 2016       | Timeless            | Gregory Hayes            | Episodio: "The Watergate Tape"              |
| 2017       | NCIS: New Orleans   | Jack Gordon              | Episodio: "End of the Line"                 |
| 2017–2019  | The Deuce           | Big Mike                 | Recurring; 21 episodios                     |
| 2018       | Luke Cage           | John "Bushmaster" McIver | Protagonista (temporada 2)                  |
| 2019       | American Gods       | Baron Samedi             | 1 episodio                                  |
| 2019       | Jett                | Quinn                    | 4 episodios                                 |
| 2021       | Cowboy Bebop        | Jet Black                | Protagonista                                |